# Bohdalec (Žďárské vrchy)
De Bohdalec is een heuvel in het gebergte Žďárské vrchy, drie kilometer ten zuidoosten van het dorp Sněžné in Tsjechië. Bij de 790,6 meter hoge berg ontspringt de rivier de Sázava.
Het gesteente in de Bohdalec bestaat voornamelijk uit graniet.